# Mehikoorma
Mehikoorma est un petit bourg de la commune de Räpina, situé dans le comté de Põlva en Estonie, sur la rive du lac Peïpous. Avant octobre 2017, il faisait partie de la commune de Meeksi dans le comté de Tartu.
La population s'élevait à 186 habitants en 2011 et à 207 habitants en 2020.